# Zuzanna Pawlikowska
Zuzanna Pawlikowska (ur. 24 marca 1991 w Gdańsku) – polska judoczka, złota medalistka Uniwersjady w 2011, mistrzyni Polski.

## Kariera sportowa
Jest zawodniczką AZS-AWFiS Gdańsk. Jej największym sukcesem w karierze był złoty medal letniej Uniwersjady w Shenzhen w 2011. Na tych samych zawodach zdobyła również brązowy medal w turnieju drużynowym. Na Uniwersjadzie w Kazaniu w 2013 wywalczyła srebrny medal w turnieju drużynowym. W 2014 wywalczyła brązowy medal mistrzostw Europy w turnieju drużynowym.
W 2010, 2011, 2012 i 2013 zdobyła mistrzostwo Polski, w 2009 wicemistrzostwo Polski, w 2014 brązowy medal mistrzostw Polski w kat. 52 kg. 